# Silampuyang
Silampuyang is een bestuurslaag in het regentschap Simalungun van de provincie Noord-Sumatra, Indonesië. Silampuyang telt 3798 inwoners (volkstelling 2010).